# 离子阱

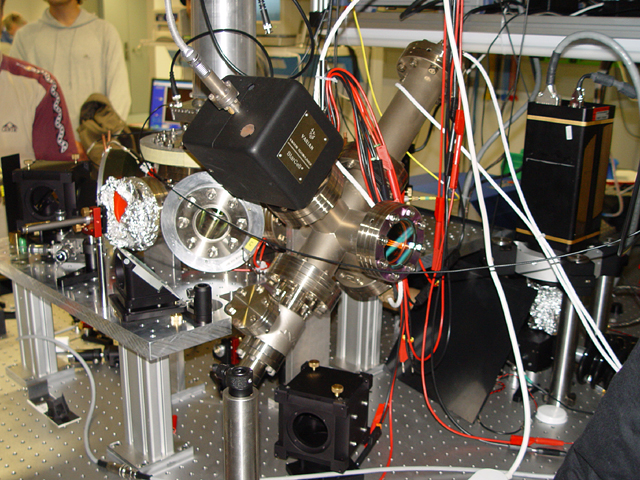
用于量子计算机的离子阱，摄于奥地利因斯布鲁克。

离子阱（英語：Ion trap），又称离子陷阱，是一种利用电场或磁场将离子（即带电原子或分子）俘获和囚禁在一定范围内的装置，离子的囚禁在真空中实现，离子与装置表面不接触。相对于中性原子阱（例如磁光阱），离子阱的势能更大（通常多达数电子伏特）。同时，离子阱不依赖具体的离子能级结构，使得其的适用范围更广。应用最多的离子阱有“保罗离子阱”（即四极离子阱，沃尔夫冈·保罗）和彭宁离子阱。
离子阱的应用范围包括质谱分析，对于原子共振频率的精确测量，以及作为实现量子计算机的物理系统之一。传统计算机以电位的高低表示位元0和1，而量子计算机以粒子的量子力学状态，如原子的自旋方向等表示0和1，称为“量子位元”。离子阱利用电极产生电场，将经过超冷处理的离子囚禁在电场里，实现量子位元。